# Fool's Gold Loaf

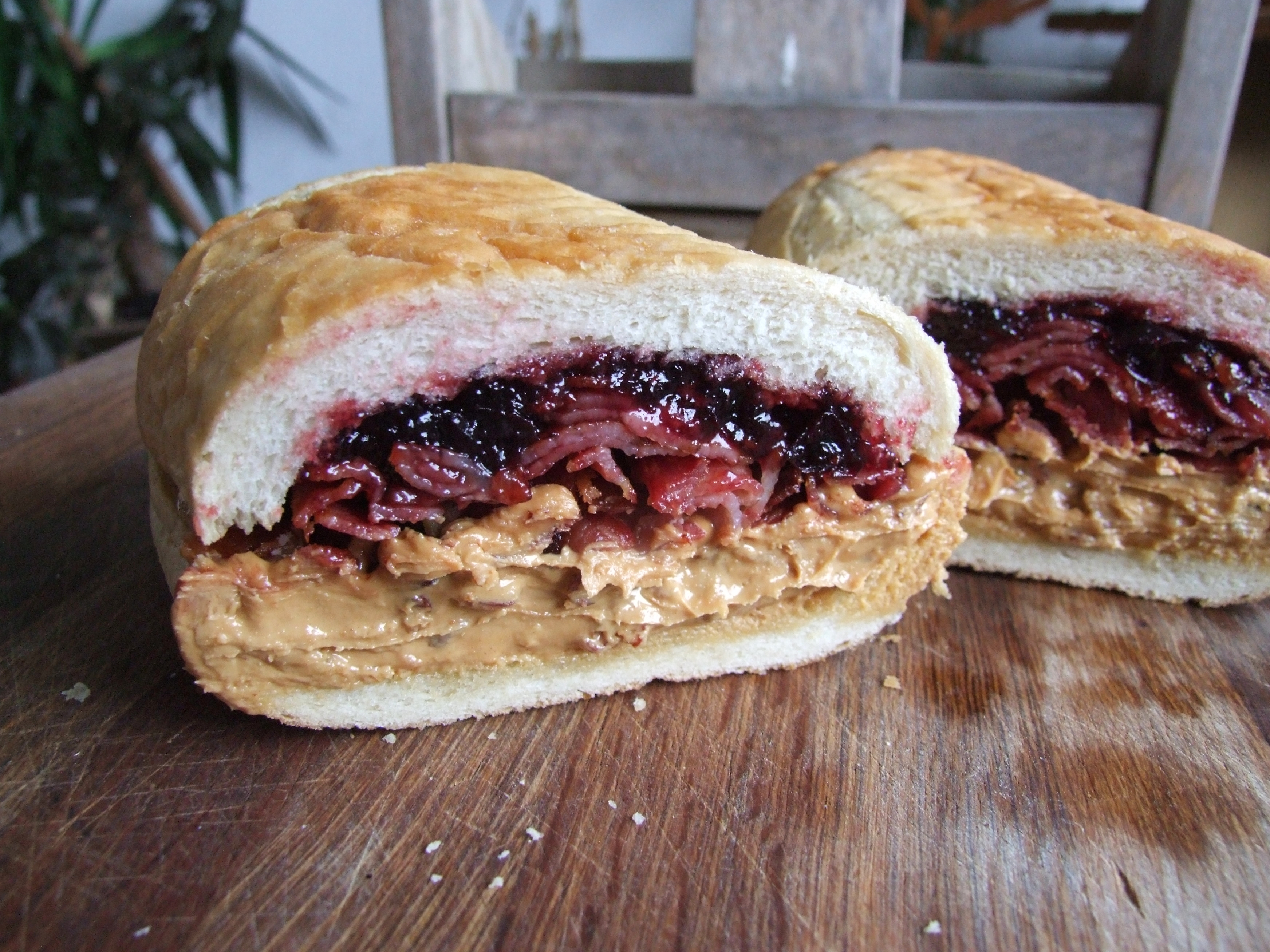
Fool's Gold Loaf.

Le Fool's Gold Loaf est un sandwich fabriqué par la Colorado Mine Company, un restaurant de Denver, au Colorado.
Il se compose d'une seule miche de pain réchauffée et évidée remplie du contenu d'un pot de beurre de cacahuètes crémeux, d'un pot de gelée de raisin et d'une livre de bacon.
Le chanteur Elvis Presley qui appréciait ce sandwich, est à l'origine de sa légende et de son intérêt prolongé,.